# Скраглівка
Скраглі́вка — село в Україні, у Бердичівському районі Житомирської області. Відстань до райцентру становить близько 7 км і проходить автошляхом Т 2309. Населення становить 1474 особи.

## Географія

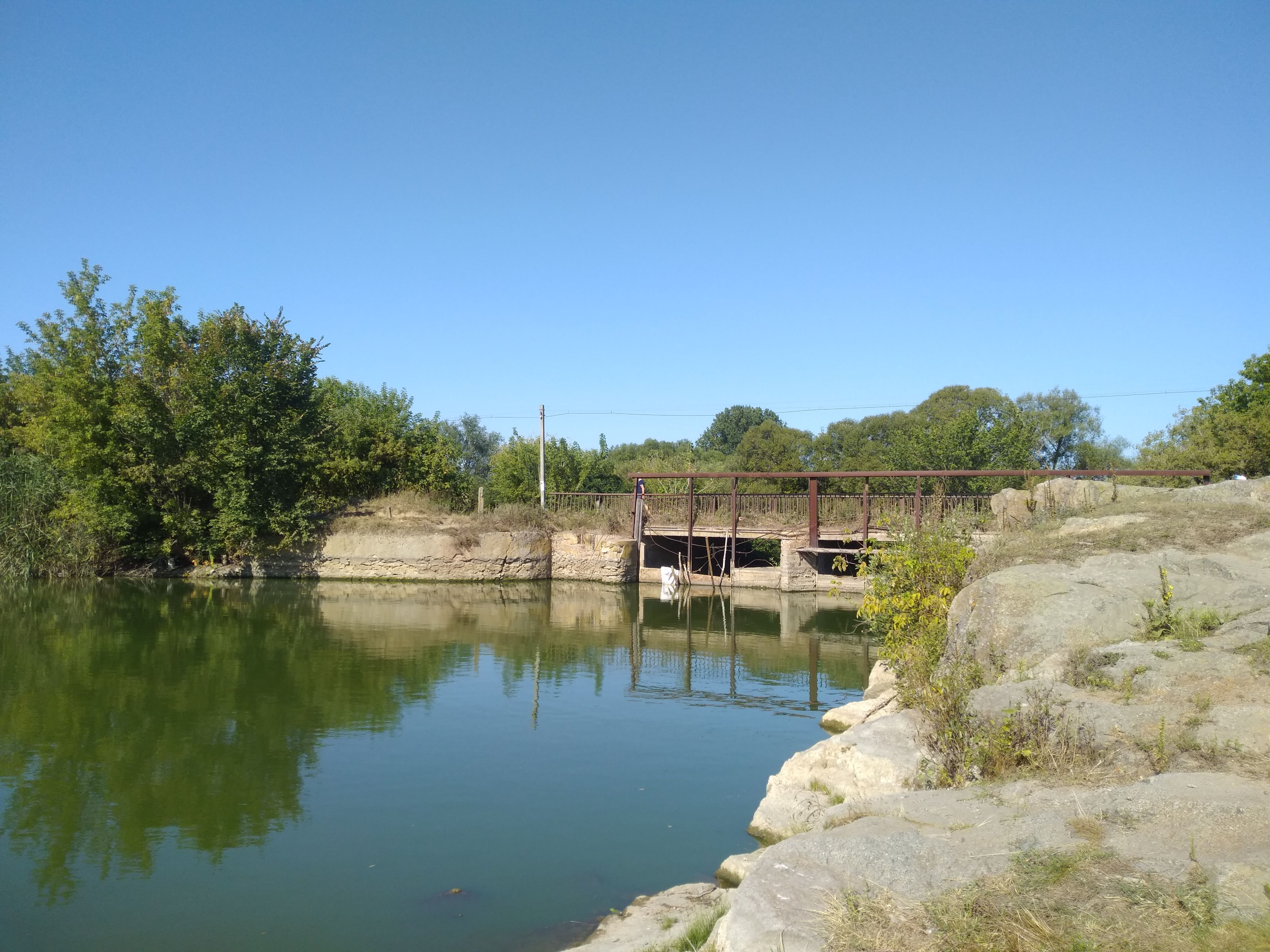
Річка Гнилоп'ять

Селом протікає річка Гнилоп'ять.

## Історія

Братська могила загиблих під час Другої світової війни

У 1758 (можл.1759) р. у Скрагліївці було відкрито папірню, папір на якій виробляли для потреб друкарні при монастирі Кармелітів Босих у Бердичеві.
Станом на 1885 рік у колишньому власницькому селі Бистрицької волості Бердичівського повіту Київської губернії мешкало 1211 осіб, налічувалось 123 дворових господарства, існували 2 православні церкви, 2 водяних млини та винокурний завод.
За переписом 1897 року кількість мешканців зросла до 1478 осіб (707 чоловічої статі та 771 — жіночої), з яких 1382 — православної віри.
У 1932–1933 роках село постраждало від Голодомору. Тоді у Скраглівці голодувало 40 сімей, смертних випадків — 21. Приблизно половина голодуючих були колгоспниками.

## Населення
Згідно з переписом УРСР 1989 року чисельність наявного населення села становила 1732 особи, з яких 776 чоловіків та 956 жінок.
За переписом населення України 2001 року в селі мешкала 1481 особа.

### Мова
Розподіл населення за рідною мовою за даними перепису 2001 року:
| Мова       | Відсоток |
| ---------- | -------- |
| українська | 99,07 %  |
| російська  | 0,86 %   |
| молдовська | 0,07 %   |

## Герб
Герб села затверджений рішенням № 247 Скраглівської сільської ради від 16.09. 2009 року. Герб села являє собою прямокутний щит з заокругленими нижніми кутами, з співвідношенням ширини до висоти 8:9.Герб може зображуватися на щитах іншої форми, а також з прикрасами.
Опис
Щит розтятий зігнуто у формі літери «U». На першому лазуровому полі з золотою облямівкою срібна чайка, що летить, та яка супроводжується унизу зліва червоним із срібною облямівкою вогнем. На другому зеленому полі обабіч золоті гілочки сосни з шишкою, дуба із двома жолудями, та унизу трьома листками вільхи. Щит розміщений у золотому картуші, верхня половина якого еклектична, а нижня утворена з колосків, унизу якого на червоній стрічці золотими літерами — «Скраглівка», під стрічкою червоні цифри 1630. Щит увінчаний золотою сільською короною.
Символіка
Чайка-скиглівка на гербі є ключовою фігурою, яка відтворює трагічну подію села, яке в 1240 році було вщент зруйноване, пограбоване і спалене монголо-татарами, а його мешканців побито. Над зруйнованим селом(за переказом) довгий час літала чайка і скиглила(плакала, тужила). Звідси і перша назва села — Скиглівка, пізніше Скраглівка. Чайка символізує гордість і незалежність, а за давнім повір'ям вона є охороною сім'ї і роду. Лазуровий колір символізує щирість, відданість, честь, благородство, духовність, чисте небо, воду, бездоганність і великодушшя Гілки листя дерев вказують на місцевий ландшафт, його лісистість, а зелений колір символізує відродження, надію, радість, здоров'я і молодість. Червоний колір символізує мужність, хоробрість, справедливу боротьбу, а також кров, пролиту за свободу і незалежність. Срібло символізує чистоту, відкритість, Божественну мудрість, взаєморозуміння, мир і досконалість. Золоті колоски та корона символізують врожай і достаток. Золото є символом багатства, слави, стабільності, поваги, енергії та розуму. Цифри 1630 — це документальна дата утворення села.
Автори
Автор проекту В. С. Сватула, член-кореспондент Волинсько-Подільської колегії, член Українського Геральдичного Товариства, голова Бердичівського відділення ВПГК. Художник І.Янушкевич.

## Прапор
Прапор с. Скраглівка затверджений Рішенням Скраглівської сільської ради № 247 від 16.09. 2009р
Опис
Квадратне полотнище, яке складається з трьох горизонтальних смуг — синьої, жовтої та зеленої у співвідношенні 2:1:1. На верхньому полі біла чайка, яка летить, та на нижньому зеленому полі обабіч жовті жолуді з стеблом і листям.
Символіка
Символіка прапора відповідає символіці герба.
Автори
Автор проекту прапора В. С. Сватула, член-кореспондент Волинсько-Подільської колегії, член Українського Геральдичного Товариства, голова Бердичівського відділення ВПГК. Художник І.Янушкевич.

## Легенда Скраглівки
Певну достовірність має і одна із легенд про назву села. Так, у 1240 році, коли численні орди монголо-татар хана Батия (а можливо, орди кримськотатарського хана Менглі Гірея Першого в 1482 році) смертельним вихором пронеслися по нашій землі, вся округа, в тому числі і село, була вщент зруйнована, пограбована і спалена. Після такого нашестя дуже довго, мало що не до двох століть, ці місця пустували і ніким не заселялися. Одиноким господарем чудового ландшафту, на якому дзеркальним овалом світилися навколишні озера та річка і непохитно стояли густі, дрімучі ліси, була птаха-чайка, яка з настанням темряви літала навкруги і скиглила. Вона тужила, немов оплакувала людське горе, і в її криках чулися сльози та стогін поневоленого і замордованого народу. Йшов час. У цих чудових за природно-економічними умовами місцях знову з'явилися люди і поступово почали забудовувати своє поселення. Чимало тут поселилося козаків, про що свідчать давні прізвиська ряду сучасних родин. Отож перші поселенці і назвали поселення від тужливого скиглення птиці-чайки Скиглівкою, а згодом — Скраглівкою.

## Холодна криничка
Цікавою ще є історія одного джерела «Холодна криничка» або ще в народі на нього говорять «Холодна вода», яке з'явилося дуже давно. Про нього розказують старожили, а їм переповідали їхні батьки, а батькам — їхні діди та бабусі. Дану історію повідала бабуся — Н. М. Орел, котрій виповнилося 90 р. А вона почула цю історію від своєї бабусі — Т. Г. Ільченко.
Серед горбів та розкішної зелені розташувалось село. Кожної весни воно тонуло у вишневих садах. Велетенською стіною, як сторожа, стояв сосновий ліс. Далеко розносилися дзвони білокам'яної церкви. Люди просиналися з третіми півнями, а засинали під звуки солов'їної пісні. Здавалося, ніщо не порушить розміреного життя, не забере мрії та надії.
…Сонце вже сідало за вечірній пруг, жінки готували вечерю, діти безтурботно бавилися біля хати, коли ця земля застогнала і здалеку долинуло гупання копит та голосне іржання коней. Це йшла монгольська орда.
Передчуваючи небезпеку, сонце зробилося яскраво-червоним і небо пригнулось до землі.
Всі люди, від старого до малого, кинулися в церкву. Вони довго молилися і просили Господа захисти їх від навали.
Чужинці оточили село, здавалося, вже ніщо не порятує. Аж раптом на очах у ворогів земля розступилася і поглинула село. Налякані завойовники повернули своїх коней.
А на місці села через деякий час з'явилося життєдайне джерело, вода у якому завжди чиста і холодна. Люди обкопали його і зробили криничку.
З того часу багато води утекло. Та стоїть криничка як пам'ять про село, своєю прохолодою тамує спрагу подорожніх. Старожили розповідають, що в той час, коли у Скраглівському храмі дзвонять дзвони, їх відлуння можна почути біля кринички, прихилившись вухом до землі. І стоїть «Холодна вода» як символ людського страждання та непокори.
Із розповіді старожилів я довідався ще про один цікавий факт. В 1944 р. була сильна посуха. Всі віруючі люди разом із стареньким батюшкою вирушили пішки до джерела просити в Бога, щоб він послав дощ. Люди втомлені, зморені спрагою йшли всю дорогу і молились, попереду себе несли Хрест і ікону. Небо було дуже чисте, без однієї хмаринки. Сильно пекло сонце.
Коли вони підійшли до джерела, в небі з'явилась маленька цяточка, то була хмаринка. Люди помолились біля води, враз з цієї хмари полляв дощ, який перетворився в зливу. З тих пір і досі мої односельчани в спеку йдуть до «Холодної кринички» просити дощу. Вони вважають, що для того, щоб попросити дощу, потрібно потрудитись: йти пішки до джерела і молитись всю дорогу, свято вірити в Бога. Влітку під час польових робіт скраглівчани йдуть до кринички по воду.

## Відомі люди
- Борисюк Микола Кіндратович (1919—2014) — радянський військовик, учасник Другої світової війни, почесний громадянин Бердичева, відмінник народної освіти України.
- Олійник Іван Іванович — військовик.
- Орлюк Петро Оксентійович — Голова Скраглівського колгоспу «Зоря» (1992—1995). З 1995 року до квітня 2016 року — сільський голова села Скраглівка, почесний громадянин Бердичівського району.
- Мельник Анатолій Васильович — депутат Верховної Ради УРСР 9-10-го скликання.
- Косюченко Сергій Юрійович — журналіст, громадський діяч.